# ダニエーレ・マニン

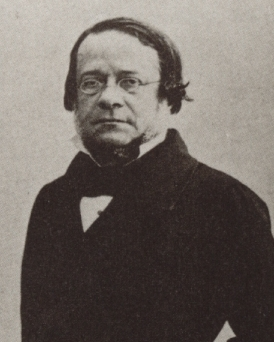
ダニエーレ・マニン

ダニエーレ・マニン（Daniele Manin, 1804年5月13日 - 1857年9月22日）は、弁護士で、ヴェネツィアの政治家、イタリアの愛国者。1848年革命により独立を宣言したヴェネツィア臨時政府の大統領。
ヴェネツィア共和国最後のドージェであるルドヴィーコ・マニンと同じ姓だが、血の繋がりはない。父方はユダヤ系で、本来の苗字はフォンセカ（Fonseca）だったが、1759年にキリスト教に改宗した際の名づけ親（この人物はルドヴィーコ・マニンの親戚であった）の姓からマニン姓とした。
1848年革命の影響下、3月にロンバルド＝ヴェネト王国（オーストリア帝国）に対する蜂起を行い、ヴェネツィア臨時政府（ヴェネト共和国、サン・マルコ共和国）の大統領に就任した。オーストリア軍に市を包囲されていた間彼は、その知性、勇気、力を見せた。翌1849年8月に降伏。
その後、パリに住みイタリア語を教えながら、愛国心を持ちつづけた。1857年8月1日、国民協会 (Società nazionale) の設立を行ったが、イタリア統一を見ずに同年死去した。
息子ジョルジョ（Giorgio, 1831年 - 1884年）も愛国者となり、ガリバルディの千人隊の一人となった。

## 伝記
- A. Errera, Vita di D. Manin (ヴェネツィア, 1872年)
- P. de la Farge, Documents, &c., de D. Manin (パリ, 1860年)
- Henri Martin, D. Manin (パリ, 1859年)
- V. Marchesi, Settant' anni della storia di Venezia (トリノ)
- Contessa Martinengo Cesaresco Italian Characters (ロンドン, 1901年)